# Исодзаки, Арата
Арата Исодзаки (яп. 磯崎新; 23 июля 1931[…], Оита, Оита, Японская империя — 28 декабря 2022, Наха, Окинава, Япония или Окинава, Окинава) — японский архитектор. В 2019 году объявлен лауреатом 41-й Притцкеровской премии.

## Биография
Родился на острове Кюсю, в 1954 году окончил Токийский университет. Профессиональную деятельность начал под руководством знаменитого архитектора и градостроителя Кэндзо Тангэ. В 1963 году открыл своё бюро, первоначально работая в стиле метаболизма, а затем (в 1970-е) перешёл к постмодернизму. Среди творений Исодзаки — стадионы, университетские кампусы, музеи. В своих постройках он часто использует простые, абстрактные формы. Много участвует в конкурсах в качестве члена жюри, считает себя «первооткрывателем» талантов З. Хадид, Б. Чуми и Д. Либескинда. Сам Исодзаки в 1986 году получил премию Королевского института британских архитекторов, а в 1995 году — главный приз Венецианской биеннале.
С 1968 года Исодзаки демонстрирует в разных странах выставку «Разрушенная заново Хиросима», показывающую его отношение к процессам созидания и разрушения, к мистике и реальности.
Архитектор неоднократно посещал Россию, участвовал в конкурсе проектов реконструкции Мариинского театра. Отмечается влияние работ Малевича на творчество зодчего.
Исодзаки проектировал также Музей провинции Хунань для реконструкции 2012 года.

## Основные постройки
- Дворец Сан-Жорди (Барселона, 1990)
- Музей японского искусства и техники Манггха (Краков, 1990—1994)
- Паласпорт Олимпико (Турин, 2005)
- Главный выставочный центр Западной Японии (Китакюсю, Япония, 1977)

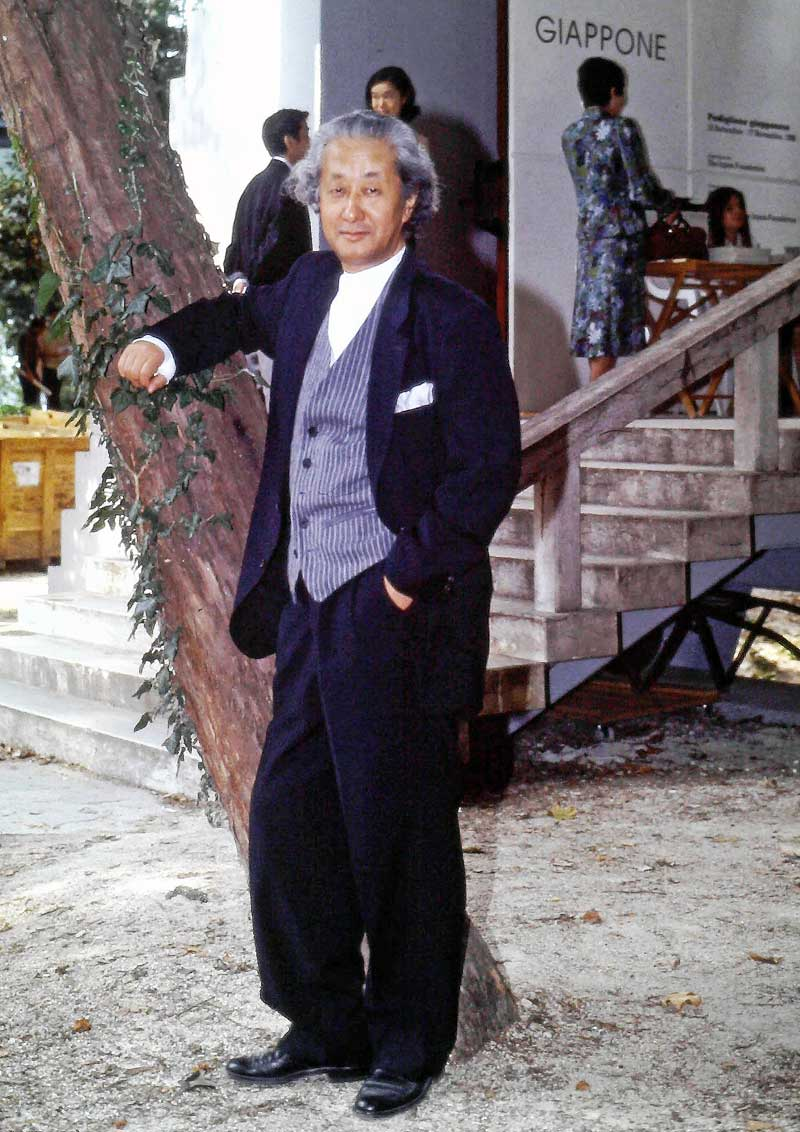
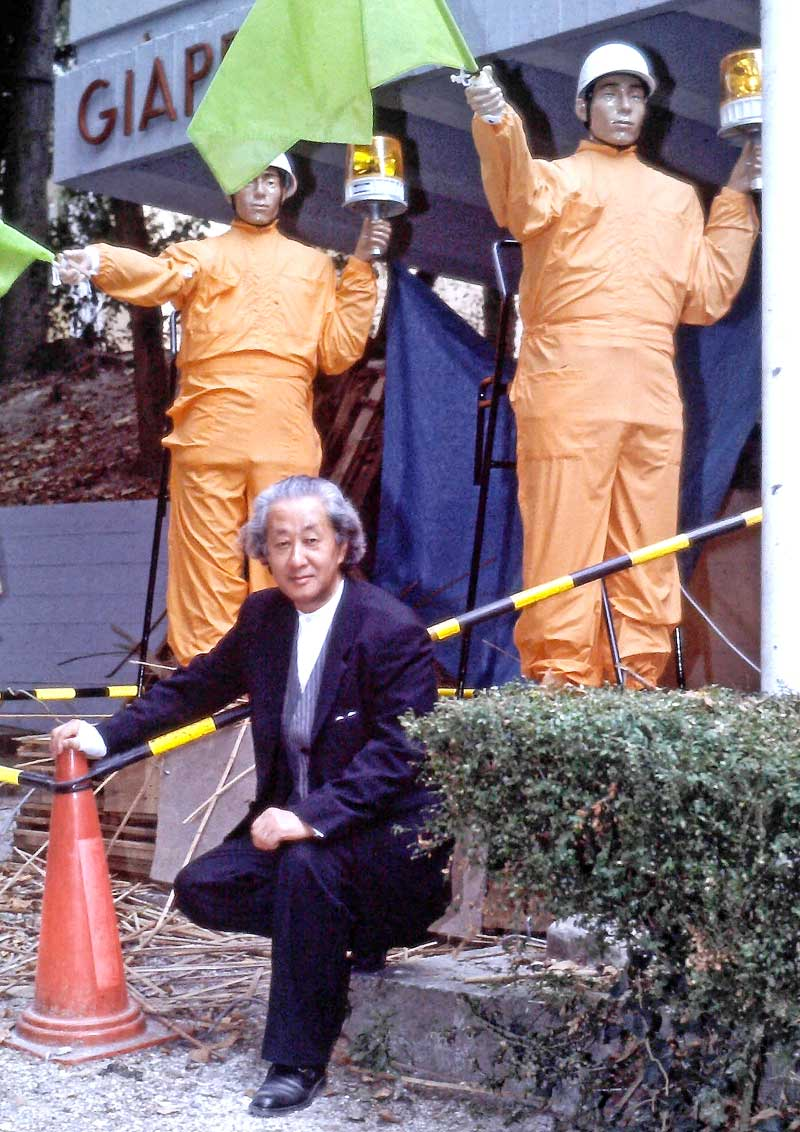
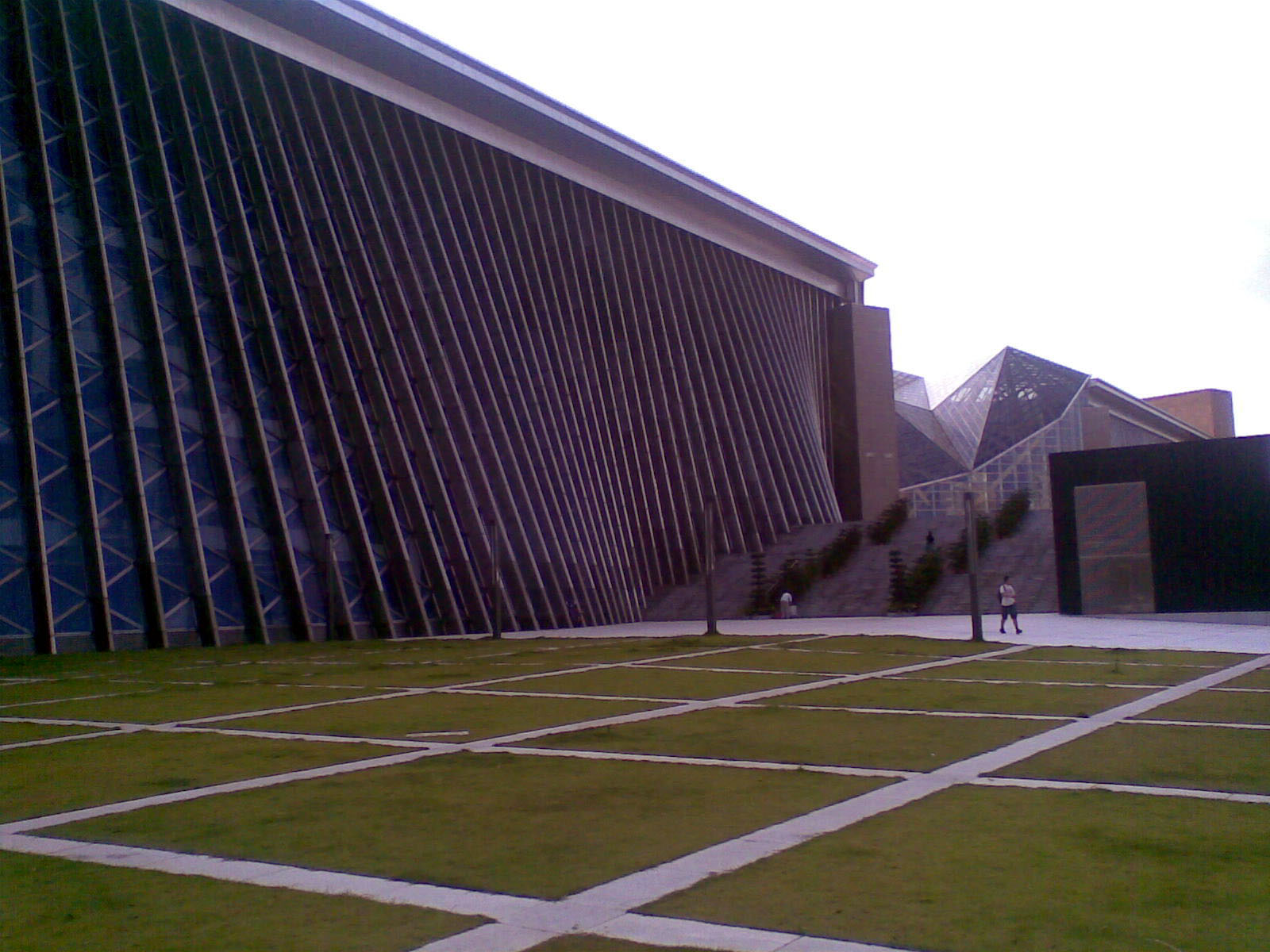
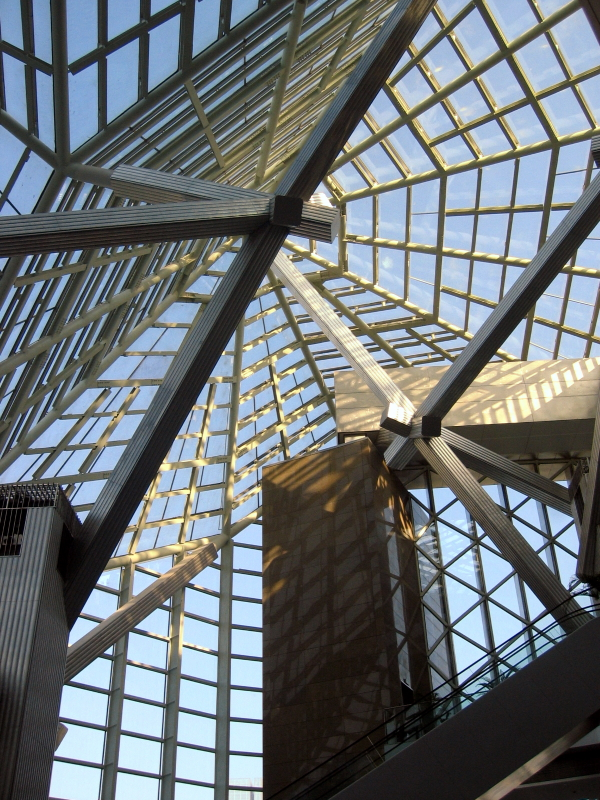
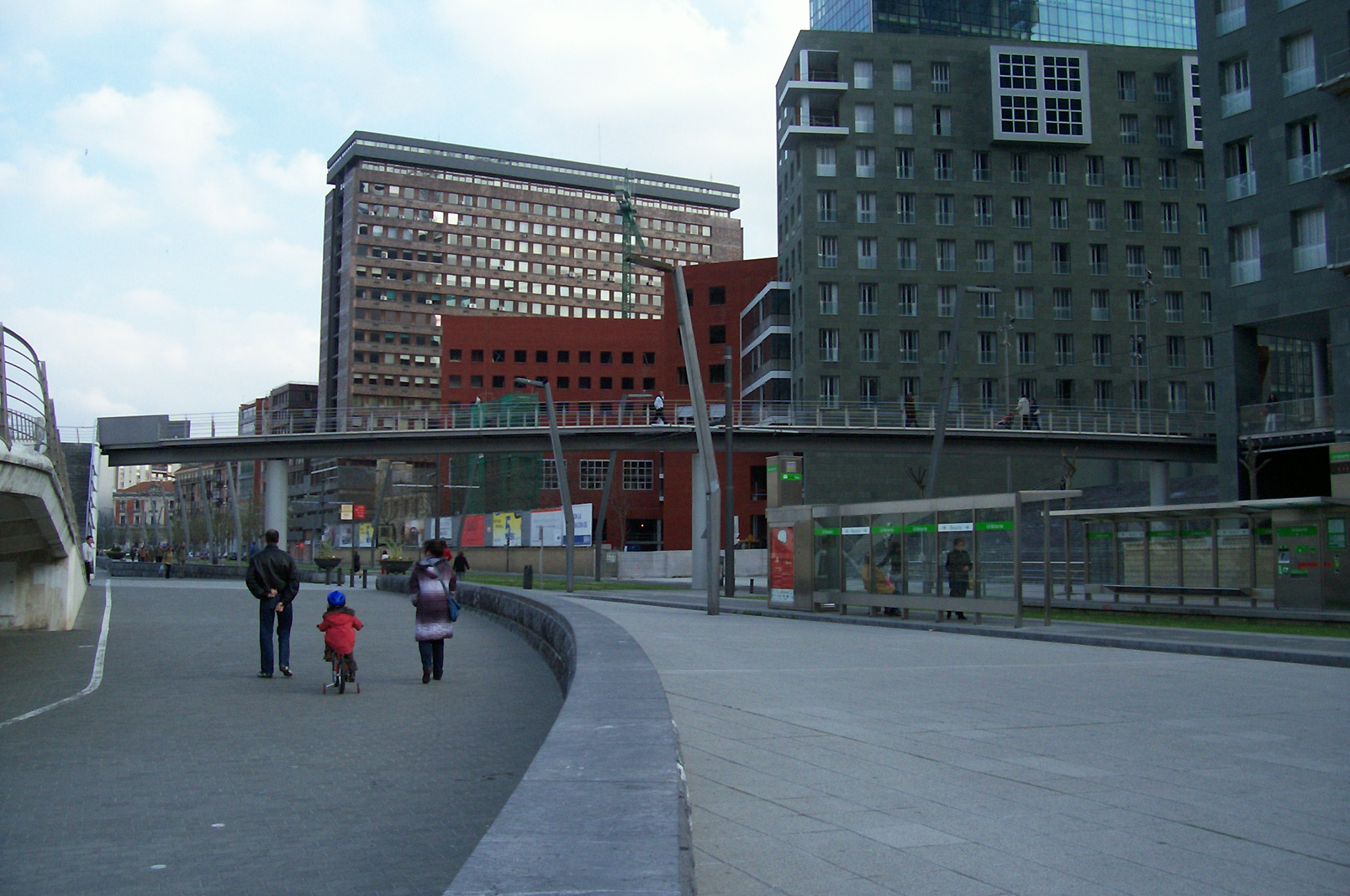
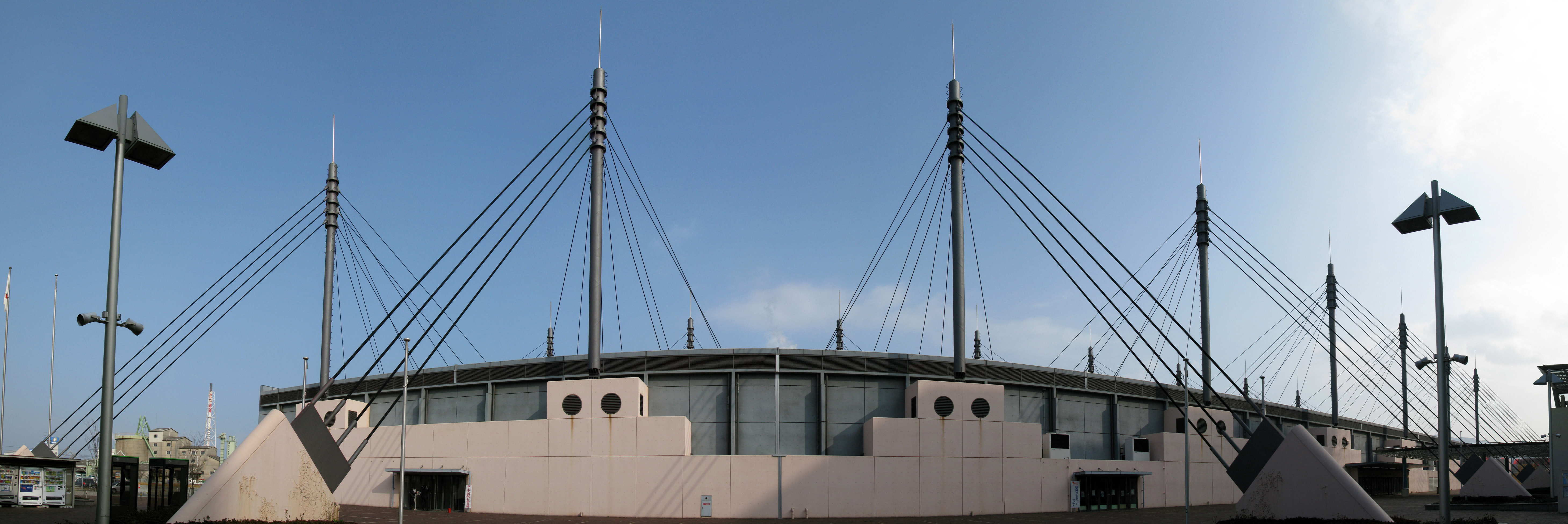
Главный выставочный центр Западной Японии